# Бурильний молоток

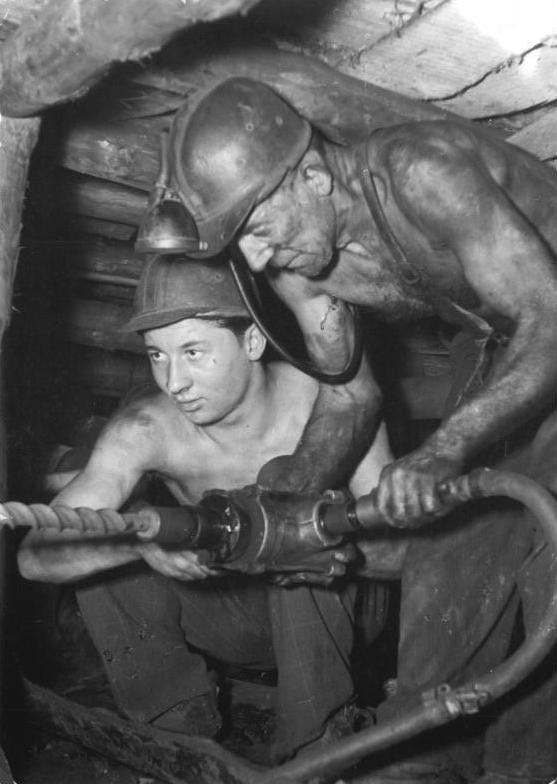
Бурильний молоток у дії

Пневматичні шахтні перфоратори

Бури́льний молото́к — машина молоткового типу, в якій поршень-ударник, здійснюючи поступально-зворотні рухи, завдає удари по хвостовику бура, який обертається із закріпленою на ньому буровою коронкою. Питома енергія одиничного удару становить 10 — 15 Дж на 1 см діаметра шпуру.

## Різновиди
За частотою ударів розрізняють Б.м. із зниженою (до 1000 хв-1), нормальною (1600—2000 хв-1) і підвищеною (понад 2500 хв-1) частотою. Розповсюджені Б.м. з підвищеною енергією одиничного удару і нормальною частотою.
Розрізняють Б.м.: ручні, або переносні, масою 10-30 кг для буріння шпурів глиб. до 3 м, діаметром до 46 мм (типи ПП36В, ПП54В, ПП54ВБ, ПР25МВ); колонкові масою 50-70 кг (глибина шпурів і свердловин до 25 м, діаметр до 85 мм; типи — ПК-60, ПК75); телескопічні масою 40-50 кг для буріння шпурів і свердловин (глиб. до 15 м, діаметр до 85 мм), направлених вгору (тип ПТ36М).
Найпоширеніші пневматичні Б.м., рідше застосовуються гідравлічні, бензинові, електричні. Пневматичні працюють на стисненому повітрі (тиск 0,5-0,6 МПа; за кордоном розробляються потужніші Б.м. — до 1,5-2,0 МПа). Гідравлічні Б.м. мають більшу масу, питому енергію удару, крутильний момент. Їх застосовують для буріння шпурів діаметром понад 44 мм.
Захисні пристрої від шуму і вібрацій: пружинні віброзахисні рукоятки, рукавиці з поліхлорвініловими вкладишами, глушителі, заглушки, навушники.